# 英國沉船專員鐵達尼號沉沒調查

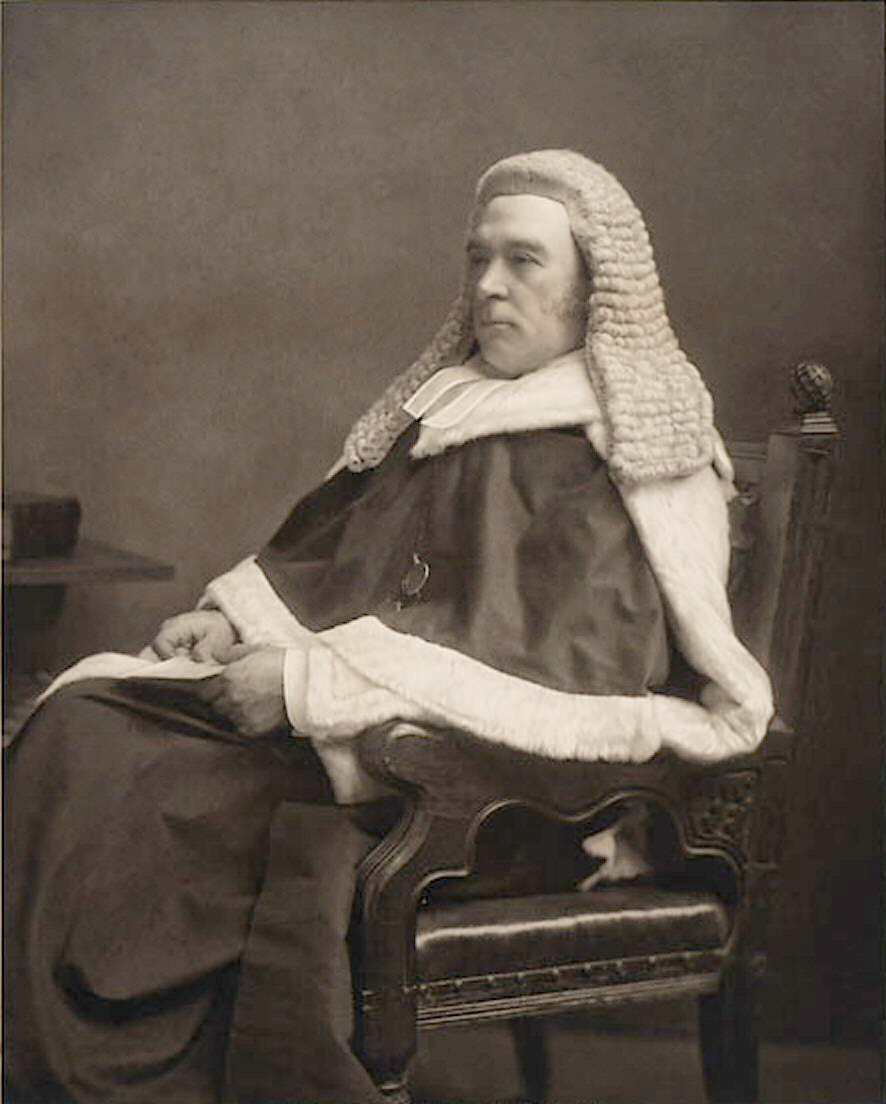
默西勋爵主持了调查

1912年4月15日发生的泰坦尼克号沉没事故导致英国沉船事务专员代表英国贸易局发起调查。该调查于1912年5月2日至7月3日间在伦敦举行，由高等法院法官默西勋爵进行监督。听证会主要在伦敦SW1邮区白金汉门59号的白金漢門訓練大廳举行。
官方调查共持续了42天。默西勋爵以及各种海事法律和航运建筑顾问、评估员、专家，对白星航運官员、政府官员、幸存乘客及船员，还有参加救援的人员进行了询问。法律顾问代表机构由航运工会和政府机构代表。近100名证人出席作证，并回答了超过25,000个问题。经过质询得出了一份详尽的报告，对船只，航程，冰山造成的损害以及疏散救援情况进行了描述。
最终报告于1912年7月30日发表。报告中所给出的建议，以及美国参议院于早先进行的调查，导致了相关安全法规的革新。

## 背景
1912年4月15日凌晨，白星航運跨大西洋航班的泰坦尼克号在南安普顿至纽约航程之中发生沉没。事故发生在北大西洋上，哈利法克斯以东700海里处。泰坦尼克号在海面上撞上冰山，并于几小时之后沉没。共有1500多名乘客及船员丧生，仅有710人登上救生艇，并于几小时后被卡柏菲亚号搭救。起初，美国和英国对于灾难程度都有所困惑，但一些报纸却报导说船上乘客和船员皆很安全。但在卡柏菲亚号到达纽约后，人们才清楚地认识到，被认为永不沉没的泰坦尼克号已经沉没，还有许多人在灾难中死亡。美英两国皆成立了官方调查机构对此次事故的情况进行调查。

## 组建

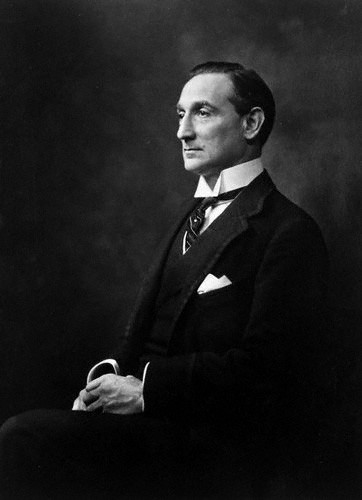
英格兰及威尔士总检察长鲁弗斯•艾萨克斯先生列出了一份有26个关键问题的清单

在灾难的消息传至英国政府后，英国贸易委员会承担了发起调查的责任。该组织负责制定英国海事法规。其检查员在泰坦尼克号首航前证明过其适合航行。1912年4月22日，贸易委员会主席西德尼·巴克斯顿要求大法官洛雷伯恩勋爵成立一个调查委员会。大法官任命默西勋爵为调查主席。
1912年5月2日至7月3日间，调查委员会于白金汉门的伦敦苏格兰训练大厅举行听证会。该地点因其规模巨大而被选中，但是正如预期一样，因观众数量众多，音响效果极其糟糕，使人很难听清楚正在发生的事情。最后两天的听证会因苏格兰训练大厅被预定给考试而改在威斯敏特的卡克斯顿大厅举行。为协助调查，泰坦尼克号建造商哈兰德与沃尔夫造船厂提供了一个20英尺（6.1）的半船模型，展示了船的右舷。在它旁边是一幅展示北大西洋航线以及海冰位置的大型地图。
英格兰及威尔士总检察长，鲁弗斯·艾萨克斯先生列出了一份有26个关键问题的清单，这些问题与泰坦尼克号的建造，其如何被导航，及其与冰山相撞之前所收到的冰情警告有关。在调查开始后，又就加州人號所扮演的角色提出了另一个问题，因该船就在泰坦尼克号附近，但未对其提供帮助。

## 法务人员
进行质询和陈述的人员包括法律顾问、海事法及船舶建筑学评估师和专家。五位评估师分别是：海军少将萨默塞特·高夫-卡尔索普；领港公会的A·W·克拉克船长；皇家海軍後備隊指挥官菲茨罗伊·里昂；格拉斯哥大学海军建筑专家约翰·哈佛·拜尔斯教授；还有爱德华·查斯顿，一位海军部高级工程师评估员。
其他人员还包括：总检察长，鲁弗斯·艾萨克斯爵士（贸易委员会代表）、罗伯特·芬莱（白星航运代表）、 托马斯·斯坎伦和克莱门特·爱德华兹。还有一些航运工会和政府机构的代表。海事律师事务所的希尔·迪克金森为白星航运代表。其他的律师（其中几位也是国会议员）还有：哈马·格林伍德和亨利·杜克，副检察长约翰·西蒙（兼贸易委员会代表），总理之子雷蒙德·阿斯奎斯，西德尼·罗拉特和爱德华·莫里斯·希尔。
派遣了律師代表或代表其组织利益之观察员的組織包括：貿易委員會，白星航運，大不列颠和爱尔兰的国家海员和消防员联盟（見國家海員聯盟），英国航运公会，英国海员工会，帝国商业服务公会，海洋工程师协会，国家管理人员联盟（見全国船舶管理联盟），以及哈兰德与沃尔夫造船厂。派遣观察员旁听出席的组织有：皇家邮轮艾伦航运，加拿大太平洋鐵路，以及雷兰航运。

## 听证

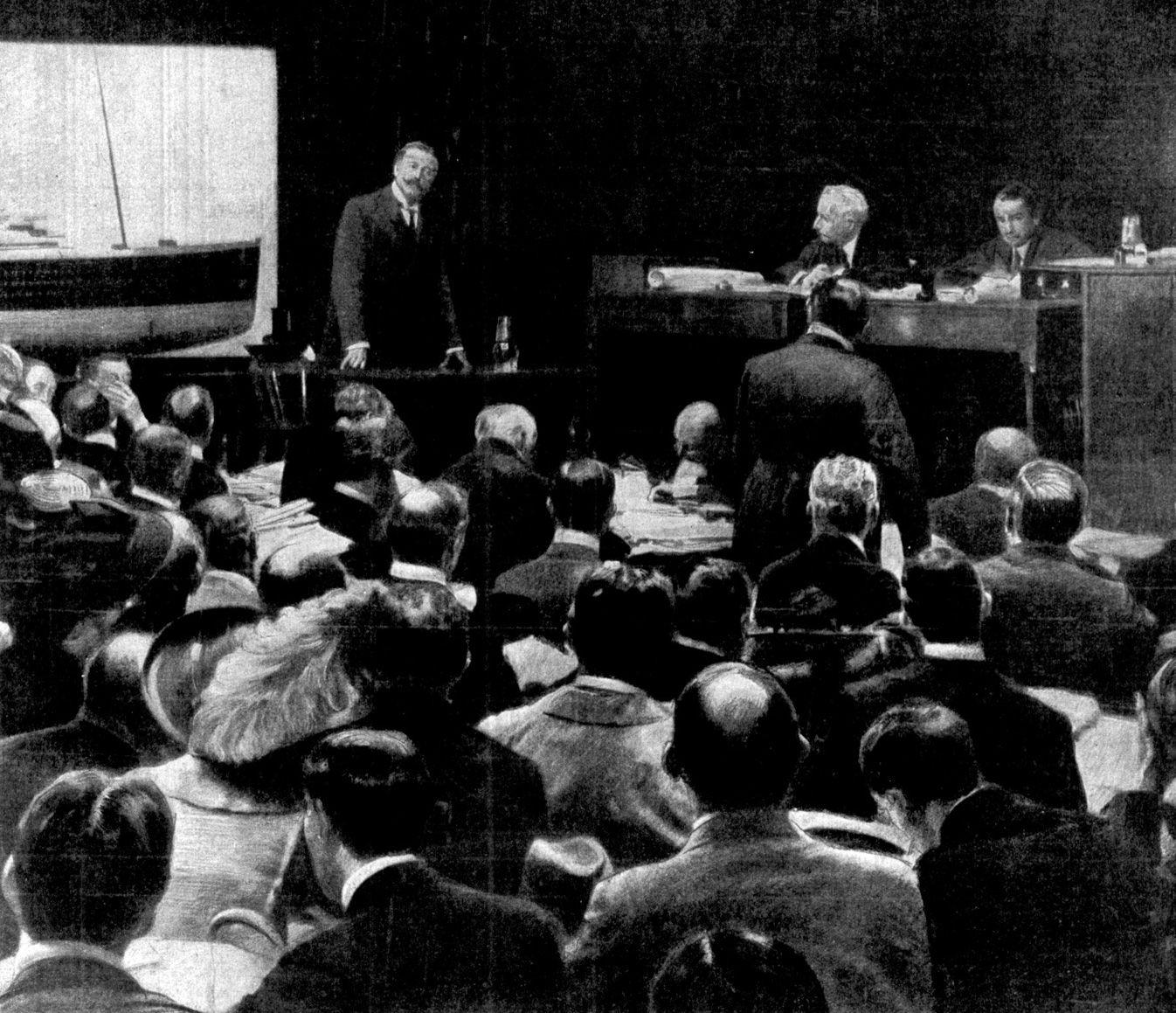
科斯莫•达夫•戈登爵士的证词是该次调查的亮点，吸引了许多社会人物的关注

官方调查延续了两个多月之久，共计进行了36天。有将近100位目击者出庭作证，接受质询，有超过2,500个问题记录在案。整场调查共花费将近£20,000（相当于今£1,676,602），这也是当时英国历史上最漫长且最详尽的庭审。出席人士包括幸存乘客及船员，在场其他船只的船长与船员，专家证人，政府官员，白星航运官员以及船只设计者。
出席作证的幸存船员有：最高级别幸存船员——二副查理·萊托勒，拉响警报的瞭望员范德瑞克·弗莱特，幸存的无线电报员哈罗德·布莱德，以及面包师查理斯·贾克林。出席听证的其他船只证人还包括哈罗德·科塔姆（卡柏菲号上的无线电报员），斯坦利· 罗德（加州人号船长），亞瑟·羅斯特龍（卡柏菲号船长）以及J·B·兰森（波罗的号船长）。 其他证人包括：古列尔莫·马可尼（馬可尼公司董事长），以及南极探险家欧内斯特·沙克尔顿。 其他出席作证的还有：國際商業海洋公司英国副总裁哈罗德·阿瑟·桑德森，航运协会领导者约翰·皮尔庞特·摩根（白星航运由该协会控制）。 白星航运出席作证的官员还有約瑟夫·布魯斯·伊斯梅（董事长和董事总经理）查尔斯·阿尔弗雷德·巴特利特（海监）。 哈兰德与沃尔夫造船厂由亚历山大·卡莱尔（海军建筑师）出席作证。 卡莱尔与造船厂董事罗德·皮里有亲戚关系。两人最初一起负责奥林匹克级邮轮航线的规划设计。卡莱尔于1910年退休。两人皆未参加泰坦尼克号的处女航。但是皮里的外甥托马斯·安德鲁斯却在船上，与之一同沉没。除伊斯梅以外，出席作证的乘客只有科斯莫·達夫-戈登爵士，和他的妻子达夫-戈登夫人露西。
对加州人号船员以及达夫·戈登夫妇的质询在整场调查中最受关注。加州人号未能对泰坦尼克号施救，这在美国参议院的调查中被披露出来，并引起了广泛争议。船长罗德及船上其他官员的证词更是如此。罗德的辩解遭到其手下官员的反驳，并被描述为一个令人生畏、有些专制的人物。尽管罗德仅作为目击者出席，且未被指控有不当行为，但是正如一位研究泰坦尼克号沉没事故的专家所言：“从那时起，公众的脑海中已经形成这样一幅画面，加州人号上的官员们瑟缩地站在舰桥上，被他们的船长吓得魂不附体，所以宁愿眼睁睁看着另一艘船只沉没，也不愿冒着触怒他的风险。” 出席达夫·戈登夫妇作证的调查人员人数最多。两人被控行为不当。救生艇上有多达40个座位，但是他们却只装载了12个人便离开。许多著名的社会人物都出席听证，包括首相H·H·阿斯奎斯之妻玛戈特·阿斯奎斯，俄罗斯驻伦敦大使亚历山大·贝宁多夫伯爵，以及一些议员和贵族。 
证词自泰坦尼克号出发十天前煤仓发生的火灾开始，这场火灾航程中持续燃烧了许多天。但该部分只有很少记录。但到2016年，又有历史学家指出，这场火灾摧毁了两个水密舱壁以及船体的整体架构，再加之船只速度过快，成为这场灾难的原因。

## 报告与结论
最终报告于1912年7月30日出炉，其根据质询结果，勾画出了船只状况，航程情形，冰山所造成的损害以及救援的情况。同时以专门一章节记述加州人号相关状况。
报告发现，泰坦尼克号的沉没完全归咎于撞上冰山，而非由于泰坦尼克号本身的任何缺陷。而撞击则是由于在冰冷的海水中以危险的速度过快航行:
“法院在审慎地调查了上述船舶意外事故的情况之后，发现，正如本文件附件中所列的原因，该船的损失是由船只航行速度过快而与冰山相撞造成。”
报告还发现，泰坦尼克号对航行所面临的危险戒备不足，而且船上的官员也过分自满。船上只有很少的救生艇可供使用，且并未配备足够的水手，也没有进行充分训练。尽管这些救生艇都被正确释放。调查得出结论：“加州人号本可以几乎毫发无损地穿过冰区到达开阔水域，协助泰坦尼克号。如果她这样做的话，或许可以拯救所有那些丧失性命的人。”贸易委员会代表向默西勋爵提议，对罗德船长“是否有能力继续担任英国船只的船长”进行调查，但却因法律上的技术问题，并未对其采取任何行动。贸易委员会因监管不力而受到批评，尤其是未能确保救生艇数量足够，也未确保船员接受适当培训。达夫·戈登夫妇被无罪释放，但显然他们本应做出更明智的行动。
与美国的调查相反，默西勋爵并未谴责贸易委员会、白星航运或是船长爱德华·约翰·史密斯失责。报告显示，尽管史密斯船长犯下错误，未改变航线或减慢航速，但这并非他的一时疏忽，因为他遵照着长久以来运行良好的惯例，而这些惯例在先前从未有证明其不安全调查中提及，英国船只在过去十年中共搭载了350万名乘客，却只有十名乘客丧生。报告得出结论称：史密斯船长已经做了“相同职位上，其他技术同样熟练的人也会采用的相同做法”。尽管这种做法本身就有缺陷，“我们希望这是最后一次听闻这种做法。毫无疑问，泰坦尼克号遭遇的任何错误，未来都可能在任何类似情况下产生同样的疏忽。”
报告中所给出的建议，以及美国参议院于早先进行的调查，导致了相关安全法规的革新。

## 反应
该报告被英国媒体广泛接受。每日电讯报对其评论道：“从技术上讲，这份报告不是最后的结论，但在实践中，它很可能会被当作最终结论。”每日郵報则认为：“很难想象，会有哪个准备追究船主责任的法庭，可以无视默西勋爵及和他坐在一起的人的意见……事实上，该报告将所有针对他们的指控都宣告为无罪，今后也不太可能有任何反转。”
另外一些则更具批判色彩。查尔斯·莱托勒在其回忆录中指出调查中的利益冲突：“洗脏的衣服对于任何人都没有好处。贸易委员会已检验过船只并认为其各方面都适航……现在贸易委员会却又要负责调查该船的损失——因此，就要对这一事件进行粉饰。” 泰坦尼克号历史学家唐纳德·林奇得出结论：“为了保护自身，（贸易委员会）对于监督白星航运查找自身疏忽毫无兴致。白星航运名誉或资产负债表上的任何损失都会有损于英国船业——而这二者都很有可能发生。航运公司一些疏忽可能会导致每年产生数百万美元的索赔以及长达数年的诉讼，致使白星航运破产，并使得英国一些利润丰厚的航线被德国与法国抢占，从而蒙受损失。”
史蒂芬妮·巴切夫斯基记述中提到美英两国调查的分歧。英方调查更偏重于技术性，“更具学问与知识” ，而美方的调查则反映了管理层面的缺失。但是，美国的报告对于导致该场灾难的失责几方立场更为强硬。就如巴切夫斯基所言，该报告“充满了对已确立的航海传统，以及泰坦尼克号建造者，所有者，官员和船员的批评”，还向受害者传达出“义愤填膺的情感”以及“纠正错误的热情”，并致力于预防此类事件再次发生。美英两份报告的作者对灾难的发生有着明显不同的解读。 美方报告谴责道，傲慢和自满导致了这场灾难，并认为史密斯船长、航运业和贸易委员会应对事故负责。  英方報告強調道：“沒有什麼調查可以改變過去。該調查應當著眼於未來。”

## 传记
- Barczewski, Stephanie. . London: Continuum International. 2011. ISBN 978-1-4411-6169-7.
- Butler, Daniel Allen. . Mechanicsburg, Pennsylvania: Stackpole Books. 1998. ISBN 978-0-8117-1814-1.
- Eaton, John P.; Haas, Charles A. . Wellingborough, UK: Patrick Stephens. 1994. ISBN 978-1-85260-493-6.
- Lynch, Donald. . New York: Hyperion. 1998. ISBN 978-0-7868-6401-0.
- Ward, Greg. . London: Rough Guides Ltd. 2012. ISBN 978-1-4053-8699-9.

## 延伸阅读
- Complete transcripts of the inquiry and report are available at British Wreck Commissioner's Inquiry （页面存档备份，存于） (Titanic Inquiry Project)
- Mersey, Lord (1999) [1912]. The Loss of the Titanic, 1912. The Stationery Office. ISBN 978-0-11-702403-8
- Chapter 3 ('Exercise Your Own Common Sense') of The Titanic Story: Hard Choices, Dangerous Decisions (Stephen Cox, 1999) ISBN 0-8126-9396-5
- Notes on Life and Letters by Joseph Conrad includes an essay ("Certain Aspects of the Admirable Inquiry into the Loss of the Titanic") on the inquiries (Wikisource)